# 1973 في الجزائر
فيما يلي قوائم الأحداث التي وقعت خلال عام 1973 في الجزائر.

## أفلام
من الأفلام التي صدرت هذه السنة في الجزائر:
- 1 يناير – طاحونة السيد فابر من إخراج أحمد راشدي.

## مواليد

### يناير
- 1 يناير – إلياس سالم
- 1 يناير – كمال الحراشي مغني جزائري.
- 5 يناير – حورية بوتلجة ناشطة فرنسية.

### فبراير
- 15 فبراير – فيصل باجي

### سبتمبر
- 28 سبتمبر – محمد علالو ملاكم جزائري.

### أكتوبر
- 20 أكتوبر – نسيمة بن حمودة لاعبة كرة طائرة جزائرية.
- 27 أكتوبر – نور الدين درويش لاعب كرة قدم جزائري.

### نوفمبر
- 3 نوفمبر – ياسين سلطاني

### ديسمبر
- 18 ديسمبر – إبراهيم امزوار

## وفيات

### يونيو
- 28 يونيو – محمد بودية (مواليد 1932) سياسي جزائري.

### أغسطس
- 30 أغسطس – جان سيناك (مواليد 1926) شاعر جزائري.

### أكتوبر
- 31 أكتوبر – مالك بن نبي (مواليد 1905) فيلسوف الحضارة.